# ألم الديسكو (أغنية)
«ألم الديسكو » (الهندية: दर्द-ए-डिस्को) (الإنجليزية: Dard-e-Disco) كانت أغنية هندية ناجحة من فيلم بوليوود الموسيقي أوم شانتي أوم 2007. على الرغم من أن عبارة Dard-E-Disco لا معنى لها في الأساس، وقد تم تصميمها على غرار العبارات المستمدة من اللغة الفارسية والمستخدمة على نحو تقليدي في الأغنية والشعر في شبه القارة الهندية مثل Dard-e-Dil (ألم القلب) و Dard-e-Muhabbat (ألم الحب). تمت مهاجمة الأغنية بدعوى أنها «لا تتضمن أي معنى» و «جنونية» و «غريبة»، لكنها تسمى أيضًا «ساخنة» و «مدمنة» و «معدية».
أغنية ألم الديسكو (Dard e Disco) وكلماتها هي مزيج من «النمط الهندي» مع «نكهة عربية». غناها سوخويندر سينغ، وكتبت من طرف جافيد أختر، ألفت من قبل فيشال شيخار على شكل ثنائي وقام بأداء رقصات الأغنية الممثل شاه روخ خان. وبحسب ما ورد تم تشغيل الأغنية من خلال محادثة قال فيها المنتج غولشان كومار لمصمّمة الرقصات فرح خان أن «نوعين فقط من الأغاني يتم بيعهما - dard bhare gaane (أغاني الحزن) وديسكو»، مما دفع فرح خان للمطالبة بأغنية تجمع بين الشيئين معا. قالت فرح خان لاحقًا أن القصد الأولي كان تجسيد رقصات الأغنية على شاكيرا.